# Euscarthmus
Euscarthmus és un gènere d'ocells de la família dels tirànids (Tyrannidae). Agrupa tres espècies originàries d'Amèrica del Sud les àrees de distribució i hàbitats es troben entre el nord de Colòmbia i Veneçuela i el nord de l'Uruguai i l'Argentina. Als seus membres se'ls coneix pel nom vulgar de tiranet.

## Característiques
Els ocells d'aquest gènere són petits, mesuran entre 10 i 11 cm de longitud, predominantment brunencs, que habiten en àrees arbustives o semiobertes. Un d'ells, el Euscarthmus rufomarginatus és escàs i local.

## Etimologia
El nom genèric Euscarthmus es compon de les paraules del grec antic «eu» que significa “bo” i «skarthmos» que significa “a salts”.

## Taxonomia
La subespècie Euscarthmus meloryphus fulviceps, de l'àrid sud-oest de l'Equador i oest del Perú, ja era considerada com a espècie separada de E. meloryphus pel Manual dels Ocells del Món (HBW) i Birdlife International (BLI) amb base en diferències morfològiques, de plomatge i dimensionals, i de vocalització. Basant-se en els amplis estudis morfològics i principalment de vocalització de Frantz et al. (2020), el Comitè de Classificació de Sud-amèrica (SACC) en la Proposta N° 898, va aprovar la separació de l'espècie, el que va ser seguit per la resta de les principals autoritats taxonòmiques.
Els amplis estudis genètic-moleculars realitzats per Tello et al. (2009) van descobrir una quantitat de relacions noves dins de la família Tyrannidae que encara no estan reflectides en la majoria de les classificacions. Seguint aquests estudis, Ohlson et al. (2013) van proposar dividir Tyrannidae en cinc famílies. Segons l'ordenament proposat, Euscarthmus roman en Tyrannidae, en una subfamília Elaeniinae (Cabanis & Heine, 1859-60), en una tribu Euscarthmini (Ihering, 1904), al costat de Stigmatura, Camptostoma, Inezia, Ornithion, part de Phyllomyias, Zimmerius i Mecocerculus (excloent-hi Mecocerculus leucophrys).
Segons la Classificació del Congrés Ornitològic Internacional (versió 14.2, 2024) aquest gènere està format per tres espècies:
- Euscarthmus meloryphus - tiranet de coroneta.
- Euscarthmus rufomarginatus - tiranet de flancs rogencs.
- Euscarthmus fulviceps - tiranet de coroneta.